# یوهیمبین
یوهمبین (به انگلیسی: Yohimbine)
رده درمانی: درمان ناتوانی جنسی.
اشکال دارویی: قرص

## موارد مصرف
یوهمبین هیدروکلراید در درمان ناتوانی جنسی مردان (اختلال نعوظ) مصرف می‌شود.اما مزایای بالینی گزارش شده آن بسیار ناچیز بوده و تا حد زیادی توسط گروه داروهای مهار کننده PDE5 جایگزین شده است. در مورد اثرش بر میل جنسی (به انگلیسی: libido) اختلاف نظر وجود دارد.
از یوهیمبین برای درمان اختلال عملکرد جنسی زنان نیز استفاده شده است ، اما آزمایشات بالینی کمی گزارش شده است و اینها نشان نمی‌دهد که بهتر از دارونما است.

## مکانیسم اثر
این دارو آنتاگونیست گیرنده‌های α۲ عروق است و همچنین مونوامین اکسیداز را رهاسازی می‌کند. اثر گشادکنندگی عروق این دارو موجب افزایش جریان خون در بافت‌های اسفنجی و غاری آلت تناسلی و در نتیجه ایجاد نعوظ می‌شود.

## تاریخچه
داروی گیاهی پوست درخت یوهمبه (به انگلیسی: Yohimbe) از سال‌ها قبل در غرب آفریقا استفاده می‌شده‌است. یوهمبین آلکالوئید اصلی حاصله از عصاره آن است.

## یوهیمبین و یوهیمبه
یوهیمبین را نباید با یوهیمبه  اشتباه گرفت اما اغلب اینگونه است. Yohimbe نام انگلیسی رایج برای گونه های درخت P. johimbe است و به طور گسترده‌ای ، نام یک ماده مخدر دارویی است که از پوست آن ساخته شده و به عنوان دارو فروخته می شود.  در مقابل ، یوهیمبین یک آلکالوئید خالص است که می تواند از پوست یوهیمب جدا شود.

## عوارض جانبی
اضطراب، تندی ضربان قلب، افزایش فشار خون، بی‌خوابی می‌باشند. در موارد نادر حملات وحشت، توهم، سردرد، سرگیجه، گُرگرفتگی پوست و عوارض جدی نارسایی کلیوی مشکلات ادراری،ترشحات دستگاه تناسلی و تشنج می‌باشند.